# Youssef Ziedan
Youssef Ziedan, född den 30 juni 1958, är en egyptisk historiker och romanförfattare.
Ziedan är specialist på arabiska och islamiska studier, och är chef för manuskriptcentret och museet i Bibliotheca Alexandrina. Han har också arbetat som konsult rörande bevarandet av arabiska kulturarv för organisationer som Unesco, Ecowas och Arabförbundet, samt arbetat med att bevara arabiska manuskript till eftervärlden.
Han är dessutom föreläsare och kolumnist samt har skrivit ett flertal böcker, bland andra de bästsäljande romanerna Azazel och Zil al-Af’a ("The Shadow of the Serpent"). För den förstnämnda tilldelades han International Prize for Arabic Fiction ("det arabiska Bookerpriset") 2009.